# Georg Schariczer von Rény
Georg svobodný pán Schariczer von Rény (německy Georg Scharitzer Freiherr von Rény, maďarsky rényi báró György Schariczer) (6. června 1864 Sombor – 26. února 1945 Bratislava) byl rakousko-uherský generál. V c. k. armádě sloužil od roku 1884, byl štábním důstojníkem u různých jednotek, vyššího postavení dosáhl jako pobočník arcivévody Evžena a náčelníka generálního štábu Franze Conrada. Na začátku první světové války byl divizním velitelem v Haliči. Od roku 1916 do konce války byl velitelem 7. armádního sboru v Itálii. Za zásluhy na východní a italské frontě získal v roce 1917 prestižní Řád Marie Terezie a téhož roku získal titul barona. V roce 1918 byl povýšen na generála pěchoty. Po zániku monarchie se usadil v Bratislavě a v roce 1927 získal v československé armádě získal hodnost armádního generála ve výslužbě.

## Životopis

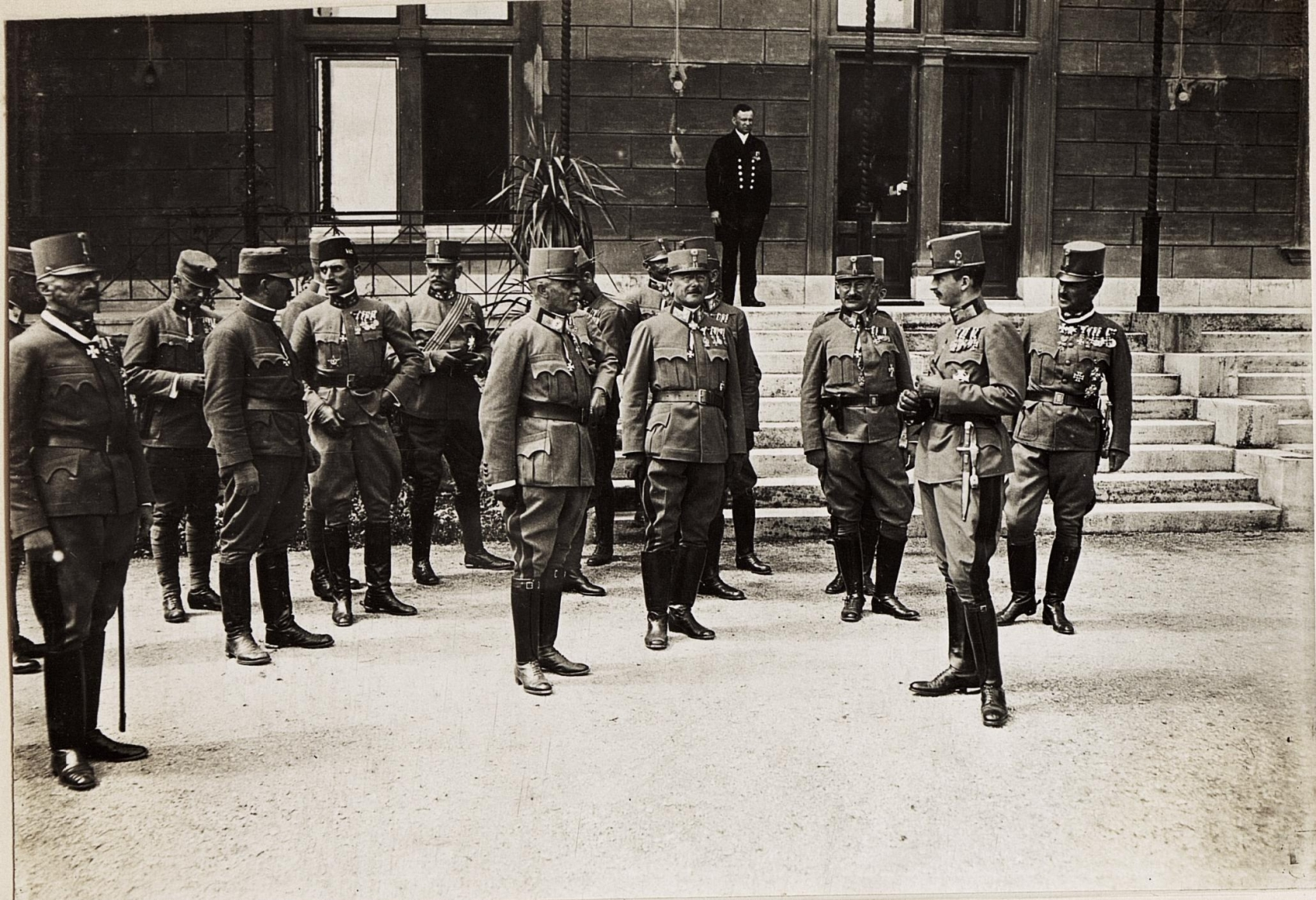
Promoce Řádu Marie Terezie v císařské vile Wartholz (1917)

Pocházel ze staré prešpurské měšťanské rodiny, byl synem c. k. majora Attily Schariczera. První vojenskou průpravu získal na jezdecké škole v Hranicích, poté v letech 188161884 studoval na Tereziánské vojenské akademii ve Vídeňském Novém Městě. Do armády vstoupil v hodnosti poručíka k 72. pěšímu pluku v Prešpurku, kde strávil pět let (1884–1889), mezitím si doplnil vzdělání na Válečné škole (K.u.k. Kriegsschule) ve Vídni a jako nadporučík byl zařazen do sboru důstojníků generálního štábu. Krátce sloužil v Sarajevu a v Pljevlji, v letech 1892–1897 byl štábním důstojníkem u 4. armádního sboru v Budapešti a 5. armádního sboru v Prešpurku. Poté znovu sloužil u 72. pěšího pluku v Prešpurku a mezitím postupoval v hodnostech (kapitán 1893, major 1899). V letech 1902–1904 byl šéfem štábu 14. armádního sboru v Innsbrucku a v hodnosti plukovníka (1906) byl jmenován přednostou 6. odboru na ministerstvu války.
V letech 1908–1912 zastával funkci křídelního pobočníka arcivévody Evžena a mezitím byl v roce 1911 povýšen na generálmajora. V letech 1912–1913 byl pobočníkem náčelníka generálního štábu Conrada von Hötzendorfa a v únoru 1913 převzal velení 27. pěchotní brigády v Prešpurku. Na začátku první světové války byl se svou brigádou povolán na východní frontu, kde byl začleněn do armády generála Puhalla určené pro boje v Haliči. S osobním nasazením vedl boje v jižním Polsku a v září 1914 převzal velení 16. pěchotní divize. K datu 1. ledna 1915 byl povýšen do hodnosti polního podmaršála a jako divizní velitel se zúčastnil ofenzívy v Karpatech. V srpnu a září 1915 byl ze zdravotních důvodů krátce mimo aktivní službu. Zúčastnil se dobytí Brestu a koncem léta 1916 byl přeložen na italskou frontu, kde krátce poté převzal velení 7. armádního sboru. Na jaře 1917 podnikl úspěšný útok proti italské armádě u Terstu a k datu 1. května 1918 dosáhl hodnosti generála pěchoty. Na italské frontě setrval až do závěrečných bojů na Piavě.
K datu 1. ledna 1919 byl penzionován a usadil se v Bratislavě. Požádal o zařazení do československé armády a ke dni 12. února 1921 mu byla udělena hodnost generála III. třídy ve výslužbě s nárokem na penzi. Nakonec k datu 16. prosince 1927 obdržel hodnost československého armádního generála ve výslužbě. V Bratislavě žil ve vile ve Vegelínově ulici č. p. 9 (dnešní Partizánska). Na konci druhé světové války spáchal sebevraždu, pohřben je na bratislavském Ondřejském hřbitově.

## Tituly a ocenění
Jako pobočník arcivévody Evžena byl v roce 1911 povýšen do šlechtického stavu. Během vojenské služby získal řadu ocenění v Rakousku-Uhersku i od zahraničních panovníků. Za své aktivity na východní a italské frontě obdržel v roce 1917 prestižní Řád Marie Terezie a na základě řádových stanov byl krátce poté povýšen do stavu svobodných pánů (17. srpna 1917).

### Rakousko-Uhersko
- Jubilejní pamětní medaile (1898)
- Vojenský záslužný kříž III. třídy (1904)
- Vojenský jubilejní kříž (1908)
- Řád železné koruny III. třídy (1909)
- Vojenská záslužná medaile (1912)
- rytířský kříž Leopoldova řádu s válečnou dekorací (1914)
- Řád železné koruny II. třídy s válečnou dekorací (1915)
- Vojenský záslužný kříž II. třídy s válečnou dekorací (1916)
- Řád železné koruny I. třídy s válečnou dekorací (1917)
- Vyznamenání za zásluhy o Červený kříž s válečnou dekorací (1917)
- Leopoldův řád I. třídy s válečnou dekorací (1917)
- rytíř Vojenského řádu Marie Terezie (1917)

### Zahraničí
- Řád Medžidie IV. třídy (1894, Osmanská říše)
- Řád červené orlice III. třídy (1910, Německo)
- Řád vycházejícího slunce III. třídy (1910, Japonsko)
- Železný kříž II. třídy (1915, Německo)
- Železný kříž I. třídy (1916, Německo)